# ブラッド・ピットのヒミツのお願い
『ブラッド・ピットのヒミツのお願い』（原題：The Favor）は、1990年製作、1994年公開のアメリカ合衆国のロマンティック・コメディ映画。“ブラッド・ピットの-”という邦題が付いているが、彼は主演ではない。
日本では劇場未公開で、テレビ東京系で『ブラッド・ピットの君にメロメロ』のタイトルで放映された。

## あらすじ
キャシーは夫ピーターと2人の娘と暮らす30代半ばの平凡な主婦。しかし最近、彼女はその生活に退屈さを感じていた。
そんなある日、彼女のもとに高校の同窓会の知らせが届く。するとキャシーは、当時の彼氏トムとのことを思い出し、彼と再会したい気持ちが飛躍して、彼との淫靡な夢をたびたび見るようになる。
だがキャシーは、彼に会いたくても、なかなか一歩が踏み出せないでいた。そこで彼女は、トムの住む町へ出張するというキャリアウーマンの親友エミリーにとんでもないお願いをする。
それは、エミリーに自分の代わりにトムと寝てもらい、その感想を聞かせてほしいというものだった。

## キャスト
| 役名       | 俳優                         | 日本語吹替   |
| 役名       | 俳優                         | テレビ東京版 |
| ---------- | ---------------------------- | ------------ |
| キャシー   | ハーレイ・ジェーン・コザック | 塩田朋子     |
| エミリー   | エリザベス・マクガヴァン     | 唐沢潤       |
| ピーター   | ビル・プルマン               | 原康義       |
| エリオット | ブラッド・ピット             | 森川智之     |
| トム       | ケン・ウォール               | 菅原正志     |
| ジョー     | ラリー・ミラー               |              |

- テレビ東京版：初回放送1999年10月10日『サンデーロードショー』